# بیل تالبرت
 بیل تالبرت (انگلیسی: Bill Talbert؛ زاده ۴ سپتامبر ۱۹۱۸ درگذشته ۲۸ فوریهٔ ۱۹۹۹) یک تنیس‌باز اهل ایالات متحده آمریکا بود.